# 317 до н. е.

## Події
- весна — Кассандр запропонував афінським народним зборам призначити Деметрія Фалерського епімелетом Афін, Деметрій стає правителем Афін на 10 років.
- постала імперія Маур'їв
- сиракузький тиран Агафокл
- Облога Підни

### Астрономічні явища
- 8 січня. Кільцеподібне сонячне затемнення.[1]
- 4 липня. Гібридне сонячне затемнення.[1]
- 28 грудня. Часткове сонячне затемнення.[1]

## Померли
- Філіп III Аррідей — Македонський цар, формальний наступник Александра Великого